# Service de protection et de sécurité des personnalités

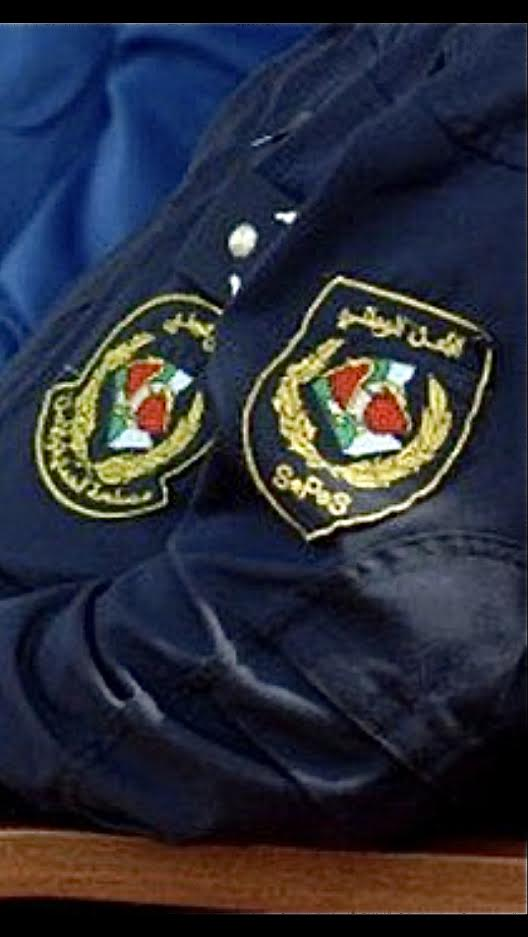
Patch du SPS.

Le Service de protection et de sécurité des personnalités (SPS) est un service de la police algérienne, chargé de missions de protection rapprochée et d'escorte des personnalités.

## Historique
Le SPS voit le jour en 1992 en pleine guerre civile.
l'État algérien via la DGSN avait décidé de créer une unité de protection rapprochée et d'escorte des personnalités (telles que les ministres...).
À ses débuts, tous les agents étaient volontaires pour travailler au sein du SPS.
Néanmoins, ce service est à distinguer de la DGSPP qui appartient à la garde républicaine algérienne, et qui s'occupe de la protection du président de la République, tandis que le SPS s'occupe de la sécurité des ministres algériens et de leurs collaborateurs ainsi que de leurs familles et des personnalités algériennes et étrangères.

## Organisation
Le SPS est un corps indépendant, rattaché directement au cabinet du DGSN.
Le SPS est composé de plusieurs services :
- le bureau trafic (qui se charge des itinéraires principaux et de secours etc.)[1] ;
- l'équipe de protection rapprochée (qui sont au cœur du dispositif, elle escorte le VIP à pied et en voiture et intervient directement en cas de problème) ;
- l'équipe d'appui (qui vient en appui aux groupes de protection, on peut y trouver des tireurs d'élite, des agents en civil et des agents "reculés") ;
- l'équipe d'extraction (qui évacue le VIP hors de la zone de combat en cas d'embuscade etc.) ;
- le service logistique.

## Formation
La mission de protection des personnalités étant très délicate, sensible et complexe, le commandement de la DGSN a toujours insisté pour que les membres du SPS soient surentraînés : le niveau opérationnel est toujours maintenu au plus haut grâce aux formations spécialisées régulièrement organisées afin de se conformer aux normes et standards internationaux dans le domaine de la garde rapprochée. Des techniques de protection rapprochée leur sont inculquées au quotidien. Des formations avancés en karaté, judo, ju-jitsu, taekwondo, kuk-sool-Won, boxe etc.

### Recrutement
Pour devenir policier au SPS, il faut jouir d’une bonne condition physique. Les membres du SPS sont intégrés dans le service s'ils répondent à des critères précis, comme la constitution physique et la personnalité de l'individu. De plus, à l'issue des tests physiques et écrits, la sélection de futurs agents de la garde rapprochée incombe à une commission « spécialisée » qui décide de la retenue ou non du candidat.
Si le postulant est retenu, il doit suivre un panel de formations spécialisées dans les techniques de guerre, d’endurance et de combat au sein de leur casernement à Ben Aknoun ainsi qu'à l'école de formation commando et d'initiation au parachutisme (EFCIP) de Boghar dans la wilaya de Médéa, qui est le centre d'instruction des commandos de l'armée algérienne.
C'est en 1999 que la première femme entre au sein du SPS, et certaines ministres comme Houda-Imane Faraoun ou encore Nouria Benghabrit font appel à des gardes du corps exclusivement féminins.

## Armement et équipement

### Armement
Les policiers du SPS ont plusieurs types d'armes qui varient selon les équipes, l'environnement et la situation, cependant on retrouve globalement les armes suivantes :

#### Armes de poing
- Glock 17 & 18
- Smith&wesson MP9
- Beretta 92 (plus souvent utilisé pour l'instruction ou les entraînements)

#### Pistolets mitrailleurs
- HK-MP5
- Beretta M12 (plus souvent utilisé pour l'instruction ou les entraînements)

#### Fusils d'assauts
- AKM
- AKMS

#### Autres
- Grenades (Flash, assourdissantes, de dispersion...)
- Fumigènes
- Couteau de combat

### Équipements individuels
Les gardes du corps des groupes de protections rapprochée sont très souvent habillés en costume et sans armes apparentes.
- Costume
- Oreillette de communication
- Radio
- Gilet pare-balles
- Lunettes de protection
- Holster de hanche
- Mallette de protection pare-balles en kevlar
- Bâton télescopique
- Parapluie de protection

Pour les équipes d'appui :
Les unités d'appuis, contrairement à leurs collègues de la protection rapprochée, ne sont pas en costumes mais en uniforme tactique.
- Combinaison bleu foncé
- Gilet pare-balles
- Gilet tactique
- Oreillette de communication
- Holster de hanche ou de cuisse
- Casque
- Radio
- Bâton télescopique

### Véhicules
Les véhicules des SPS sont souvent noirs avec les vitres teintées en noir, de plus on peut y retrouver des véhicules blindés (généralement la voiture transportant le VIP, la voiture d'extraction et certaines voitures du convoi).
Cependant on peut aussi retrouver des voitures banalisées pour les escortes dites discrètes au sein du SPS.